# Oliver Hassencamp
Oliver Hassencamp (* 10. Mai 1921 in Rastatt; † 31. März 1988 in Waging am See) war ein deutscher Kabarettist, Schauspieler sowie Jugendbuch- und Romanautor. Besonders erfolgreich wurde seine Jugendbuchreihe Burg Schreckenstein.

## Leben
Oliver Hassencamp besuchte bis zum Abitur das Internat Schule Schloss Salem. Bereits dort zeigte sich seine Begabung. Er inszenierte selbstverfasste Theaterstücke, schrieb Gedichte und gründete eine erfolgreiche Jazzband, King Olivers Rhythm Band, spielte Saxophon, Klarinette und Akkordeon. Im Alter von 18 Jahren wurde er zu Beginn des Zweiten Weltkrieges eingezogen und in Russland schwer verwundet.
1945 begann er zunächst in München zu studieren, nahm dann Schauspielunterricht, bekam kleine Rollen in den Münchener Kammerspielen und wurde Regieassistent bei Erich Engel. Durch seine Begabung, satirische Texte zu interpretieren, wurde er Mitglied des Ensembles des Kabaretts Die Schaubude. Zusammen mit der Regisseurin Trude Kolman und Erich Kästner gründete er 1950 das politische Kabarett Die Kleine Freiheit. 1956 gehörte er zu den Gründungsmitgliedern der Münchner Lach- und Schießgesellschaft. Der Name entstand nach seiner Idee als Paragramm auf Wach- und Schließgesellschaft.
Nach Arbeiten für Fernseh- und Kinoproduktionen entschied sich Hassencamp, nur noch zu schreiben, trat aber in wenigen kleinen komödiantischen Rollen weiterhin auch als Filmschauspieler auf. 1959 erschien sein erster Roman Bekenntnisse eines möblierten Herrn, ein Bestseller, der auch verfilmt wurde. Es folgten Romane, Drehbücher, Theaterstücke, Dokumentationen sowie das Libretto zu einer Oper. Besonders erfolgreich wurden seine Jugendbücher um das Internat Burg Schreckenstein. Davon erschienen insgesamt 27 Bände, die unter anderem ins Englische, Chinesische, Thailändische, ins Niederländische und Spanische übersetzt wurden.
Aufgrund seiner Kriegsverletzung litt Hassencamp an Gehbeschwerden und wurde dadurch zu einem passionierten Radfahrer. Dementsprechend schrieb er auch Drehbücher zu Fernsehfilmen über den Giro d’Italia und die Tour de France.
Seit 1967 war er mit der Drehbuchautorin und Regisseurin Eva Hassencamp († 2012) verheiratet und lebte in München und im Chiemgau. Bei einem unverschuldeten Verkehrsunfall nahe Waging am See kam er 1988 im Alter von 66 Jahren ums Leben. Seine Ehefrau überlebte schwer verletzt.

## Auszeichnungen und Ehrungen
- 1967 Tukan-Preis
- 1984 Ernst-Hoferichter-Preis

## Werke (in Auswahl)

### Burg Schreckenstein
Diese Buchreihe schildert die Erlebnisse und Streiche der Bewohner eines Jungeninternats, das in einer alten Burg untergebracht ist.
- Band 01: Die Jungens von Burg Schreckenstein, 1959 (später als: Die Jungen von Burg Schreckenstein)
- Band 02: Auf Schreckenstein geht’s lustig zu, 1960
- Band 03: Auf Schreckenstein gibt’s täglich Spaß, 1966
- Band 04: Die Schreckensteiner auf der Flucht, 1969
- Band 05: Das Rätsel von Burg Schreckenstein, 1973
- Band 06: Zwei Neue auf Burg Schreckenstein, 1975
- Band 07: Alarm auf Burg Schreckenstein, 1976
- Band 08: Graf Dracula auf Schreckenstein, 1977
- Band 09: Verschwörung auf Burg Schreckenstein, 1977
- Band 10: Raub auf Burg Schreckenstein, 1978
- Band 11: Das Burggespenst von Schreckenstein, 1978
- Band 12: Spione auf Burg Schreckenstein, 1979
- Band 13: 13 schlägt’s auf Schreckenstein, 1979
- Band 14: Der Zauberer von Schreckenstein, 1979, als Schneider-Buch, Franz Schneider Verlag, München/Wien 1980, ISBN 3-505-08026-8.
- Band 15: Das Ritterdrama von Schreckenstein, 1980
- Band 16: Eins zu Null für Schreckenstein, 1981
- Band 17: Schnüffler auf Burg Schreckenstein, 1981
- Band 18: Die Glücksritter von Schreckenstein, 1982
- Band 19: Die Gruseltour von Schreckenstein, 1982
- Band 20: Der schwarze Schwan von Schreckenstein, 1983
- Band 21: Dicke Luft auf Schreckenstein, 1983
- Band 22: Das Phantom von Schreckenstein, 1984
- Band 23: Geheimcode Schreckenstein, 1986
- Band 24: Der bunte Hund von Schreckenstein, 1987
- Band 25: Der Sportwettkampf von Schreckenstein, 1987
- Band 26: Ritterturnier von Schreckenstein, 1988
- Band 27: Geflüster auf Burg Schreckenstein, 1988

Zwischen 2002 und 2004 produzierte der Hörverlag die ersten sechs Bände der Schreckenstein-Reihe als Hörbuch (vollständige Lesung der Neuauflagen, gelesen von Rufus Beck).

### Florian
In der dreibändigen Schneiderbuch-Reihe Florian werden die Erlebnisse eines parapsychisch begabten Jungen behandelt. Die Serie weist Verknüpfungen zur Schreckenstein-Reihe auf, und Florian wird sogar später in diese integriert.
- Band 1: Florian der Geisterseher, 1979
- Band 2: Florian auf Geisterreise, 1980
- Band 3: Florian und das Geisterhaus, 1981

### Romane und Sonstige Werke
- Bekenntnisse eines möblierten Herrn, 1960
- Das Recht auf den Anderen, 1962
- Sage und Schreibe, 1967
- Ich liebe mich, 1967
- Libretto zur Oper Die Lebensregeln (uraufgeführt 1972 im Gärtnerplatztheater München)
- Erkenntnisse eines etablierten Herrn, 1972
- Die Frühstücksfreundin – ein heiterer Roman, 1975
- Klipp & Klar, 1977
- Geständnisse eines graumelierten Herrn, 1982
- Der Sieg nach dem Krieg – Die gute schlechte Zeit, 1983
- Fröhliche Zeiten. Die Wende zum Wunder, 1984
- Der Sinn im Unsinn – Katechismus d. Nonsensologie, 1985
- 555 kandierte Sätze: Aphorismen, 1987
- Fröhliche Zeiten. Unterhaltsame Erinnerungen an die Zeit des Wirtschaftswunders, 1988
- Die gute schlechte Zeit. Erinnerungen an Damals, hrsg. 1999

### Fernsehdokumentationen
- Dudelsack und Zitter, 1979
- Capri ohne, 1980
- Dokumentation über Eddy Merckx

### Filmografie

#### Als Drehbuchautor
- 1955: Der falsche Adam
- 1956: Mädchen mit schwachem Gedächtnis
- 1957: Denn sie müssen nicht was sie tun (TV)
- 1958: Bette sich wer kann (TV)
- 1958: Im gleichen Schrott und Trott (TV)
- 1958: Eine kleine Machtmusik (TV)
- 1959: Warten auf Niveau (TV)
- 1959: Menschen, Lire, Vollpensionen - Ein Urlaubskabarett ohne Paß und Visum (TV)
- 1959: Der Widerspenstigen Lähmung (TV)
- 1960: Eine Frau fürs ganze Leben
- 1960: Auf Engel schießt man nicht
- 1961: Bis zum Ende aller Tage
- 1963: Bekenntnisse eines möblierten Herrn
- 1963: Hast du Töne, Papa? (TV)
- 1965: Ninotschka (TV)
- 1968: Der Vogelhändler (TV)
- 1978: Schaukelstuhl (Fernsehserie)

#### Als Schauspieler
- 1949: Hallo Fräulein!
- 1953: Man nennt es Liebe
- 1953: Jonny rettet Nebrador
- 1954: Feuerwerk
- 1954: Conchita und der Ingenieur
- 1954: Ein Mädchen aus Paris
- 1955: Bier unter Palmen (TV)
- 1955: Douglas Fairbanks, Jr., Presents: While the Circus Passes (TV)
- 1955: Heldentum nach Ladenschluß
- 1955: Es geschah am 20. Juli
- 1955: Der doppelte Ehemann
- 1959: Bei der blonden Kathrein
- 1964: Lausbubengeschichten
- 1965: Tante Frieda – Neue Lausbubengeschichten
- 1968: Die Lümmel von der ersten Bank 1. Teil Zur Hölle mit den Paukern